# Türkan Örs Baştuğ

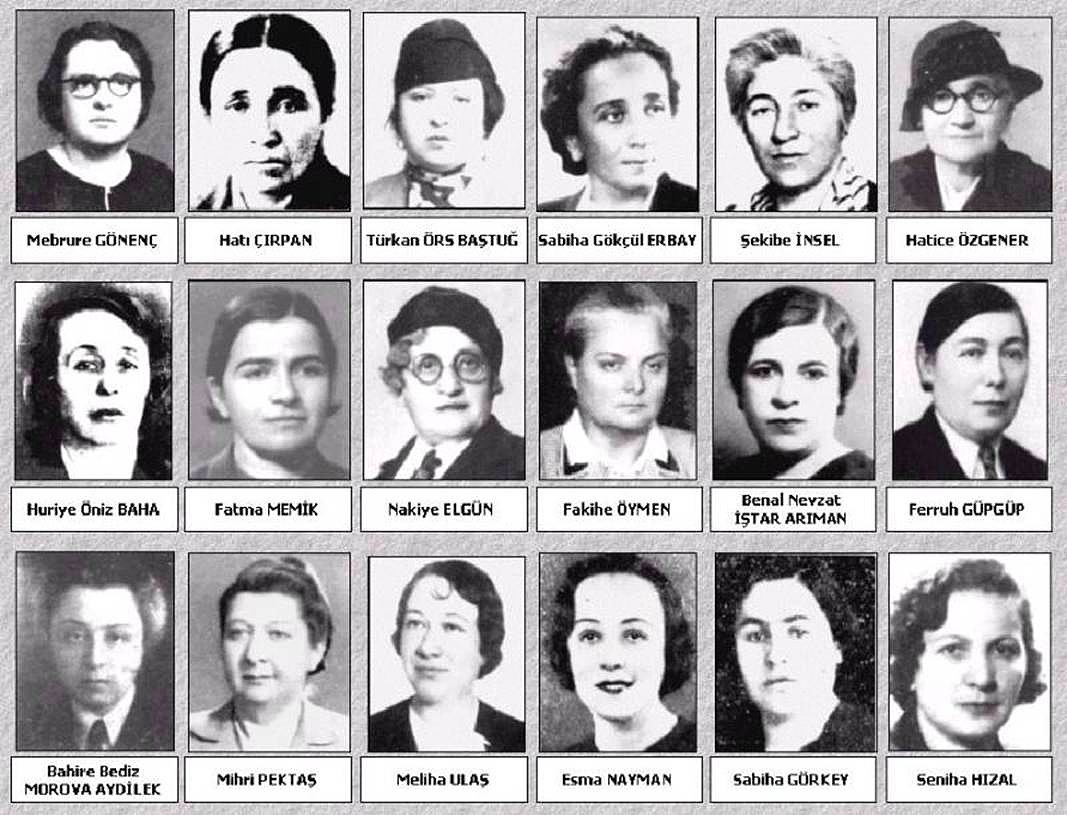
De första arton kvinnorna i det turkiska parlamentet efter valet 1935, sedan kvinnlig rösträtt och valbaret införts. Översta raden från vänster till höger: Mebrure Gönenç, Hatı Çırpan, Türkan Örs Baştuğ, Sabiha Gökçül Erbay, Şekibe İnsel och Hatice Özgener; mellersta raden: Huriye Baha Öniz, Fatma Şakir Memik, Nakiye Elgün, Fakihe Öymen, Benal Nevzat İştar Arıman och Ferruh Güpgüp; nedre raden: Bahire Bediş Morova Aydilek, Mihri Pektaş, Meliha Ulaş, Fatma Esma Nayman, Hatice Sabiha Görkey och Seniha Nafız Hızal.

Türkan Örs Baştuğ, född 1900, död 1975, var en turkisk politiker. Hon blev 1935 en av de första arton kvinnor att väljas till det turkiska parlamentet efter införandet av kvinnlig rösträtt och valbarhet föregående år.
Hon blev 1925 en av de första kvinnor som tog examen i filosofi vid universitet i Istanbul. Hon var sedan verksam som lärare i flickskola. 1934 införde Turkiet kvinnlig rösträtt. Hon nominerades till parlamentet av Republikanska folkpartiet i valet 1935 och valdes då in som en av de 18 första kvinnorna. Hon behöll sin plats till 1943. 